# クアンチ
クアンチ（ベトナム語：Thị xã Quảng Trị / 市社廣治  発音）はベトナムのクアンチ省にある町である。人口は2019年時点で31,770人、面積は74km2である。

## 行政区画
以下の4坊1社から構成される。
- 1坊（Phường 1）
- 2坊（Phường 2）
- 3坊（Phường 3）
- アンドン坊（An Đôn / 安敦）
- ハイレ社（Hải Lệ / 海麗）

座標: 北緯16度44分49秒 東経107度11分38秒 / 北緯16.74694度 東経107.19389度